# Evan Greer

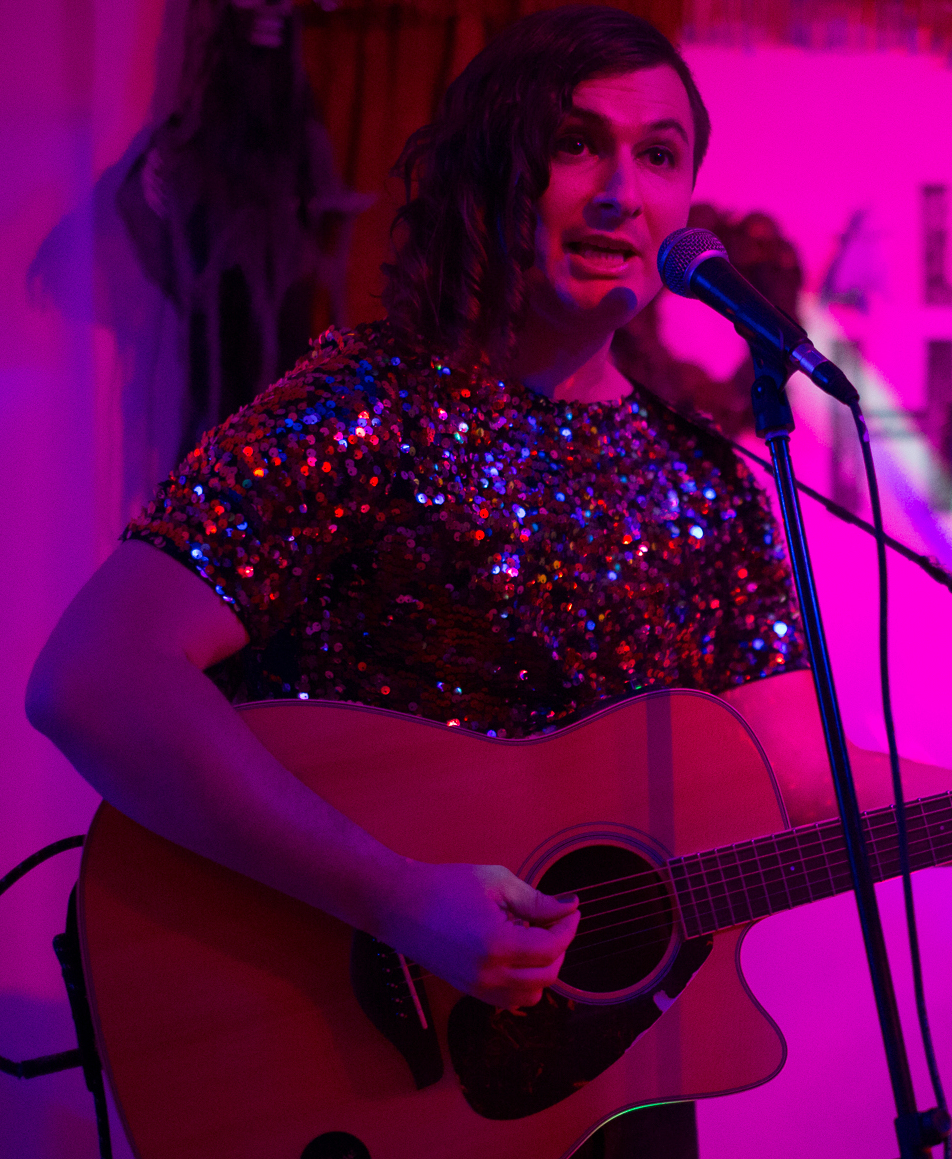

Evan Greer is een Amerikaanse activist, schrijver en muzikant uit Boston. Greer is de adjunct-directeur van de non-profit belangenbehartigingsgroep Fight for the Future . Greer identificeert zich als non-binair.

## Schrijversschap en activisme
Greer is de adjunct-directeur van Fight for the Future, en werkte er eerder als campagnedirecteur. Greer heeft over een verscheidenheid aan onderwerpen geschreven, waaronder LGBT- kwesties, surveillance, big tech en mensenrechten. Dit voor verschillende publicaties als The Washington Post, Wired, NBC News, Time en The Guardian.
Greer raakte bevriend met Chelsea Manning toen beiden zich inzette voor Fight for the Future. Greer hielp bij het organiseren van campagnes om de vrijlating van Manning eisen. Bij de vrijlating van Manning in 2017 organiseerde Greer een benefietalbum om geld in te zamelen voor Mannings levensonderhoud, met artiesten als Against Me!, Thurston Moore, Graham Nash en Amanda Palmer.
In 2021 bracht Greer het album Spotify is Surveillance uit. Volgens Greer was het album "in hoge mate een product van de quarantaines tijdens het coronavirus" en noemde het "een open brief aan transfoben". Greer merkte in een interview met Fast Company op dat het album ook bedoeld was om mensen bewust te maken van de controle van bedrijven zoals Spotify op popcultuur. Het album bevat audiofragmenten van Chelsea Manning en Ursula K. Le Guin. Een recensie van de singles "Back Row" en "The Tyranny of Of/Or" merkte op dat de nummers "Greers vermogen tot 'anthemische' energie verder laten zien". Het tijdschrift Rolling Stone beschreef de laatste als "een poppunk-'anthem' dat zou kunnen passen bij de hits van Green Day uit de jaren negentig". Een Pitchfork- recensie van het album gaf het een score van 6,7 op een schaal van 10.